# La Litera
La Litera (katalan. La Llitera) ist eine Comarca (Verwaltungseinheit) der Autonomen Region Aragonien in Spanien. Sie liegt im Südosten der Provinz Huesca und hat auf einer Fläche von 733,77 km² 18.790 Einwohner (Stand 1. Januar 2022). Das entspricht 25 Einwohner pro Quadratkilometer. Hauptstädte sind Binéfar (administrativ) und Tamarite de Litera (historisch-kulturell). Es sind dies die zwei größten Gemeinden (Municipios) der Comarca.
Die Comarca grenzt im Westen an die Comarca Cinca Medio, im Nordwesten an den Somontano de Barbastro, im Norden an die Ribagorza, im Osten an die Provinz Lleida in Katalonien (Comarcas Noguera und Segrià) und im Süden an die Comarca Bajo Cinca.
Der Name wird vom lateinischen lectuaria abgeleitet.
La Litera gehört teilweise zur La Franja, dem Teil Aragoniens mit katalanischsprachigen Einwohnern, der gleichzeitig die Ostgrenze des katalanischen Sprachraums bildet.

## Gemeinden
| Gemeinde              | Einwohner (2024) | Fläche km² | Dichte Einw./km² | Cod INE | Postleitzahl |
| --------------------- | ---------------- | ---------- | ---------------- | ------- | ------------ |
| Albelda               | 709              | 51,85      | 14               | 22009   | 22558        |
| Alcampell             | 639              | 58,00      | 11               | 22016   | 22560        |
| Altorricón            | 1.472            | 32,41      | 45               | 22025   | 22540        |
| Azanuy-Alins          | 183              | 51,17      | 4                | 22040   | 22421        |
| Baélls                | 90               | 39,82      | 2                | 22043   | 22569        |
| Baldellou             | 82               | 30,42      | 3                | 22045   | 22571        |
| Binéfar               | 10.118           | 25,09      | 403              | 22061   | 22500        |
| Camporrells           | 158              | 26,68      | 6                | 22075   | 22570        |
| Castillonroy          | 322              | 37,59      | 9                | 22089   | 22572        |
| Esplús                | 664              | 73,01      | 9                | 22099   | 22535        |
| Peralta de Calasanz   | 215              | 114,88     | 2                | 22175   | 22500        |
| San Esteban de Litera | 641              | 71,90      | 9                | 22205   | 22512        |
| Tamarite de Litera    | 3.429            | 110,87     | 31               | 22225   | 22550        |
| Vencillón             | 393              | 10,08      | 39               | 22909   | 22549        |
| Comarca La Litera     | 19.115           | 733,77     | 26               | –       | –            |